# 帕奇
帕奇是奥地利蒂罗尔州因斯布鲁克兰县的一个市镇。总面积9.73平方公里，总人口1013人，人口密度104.1人/平方公里（2011年）。